# 基希巴赫峰

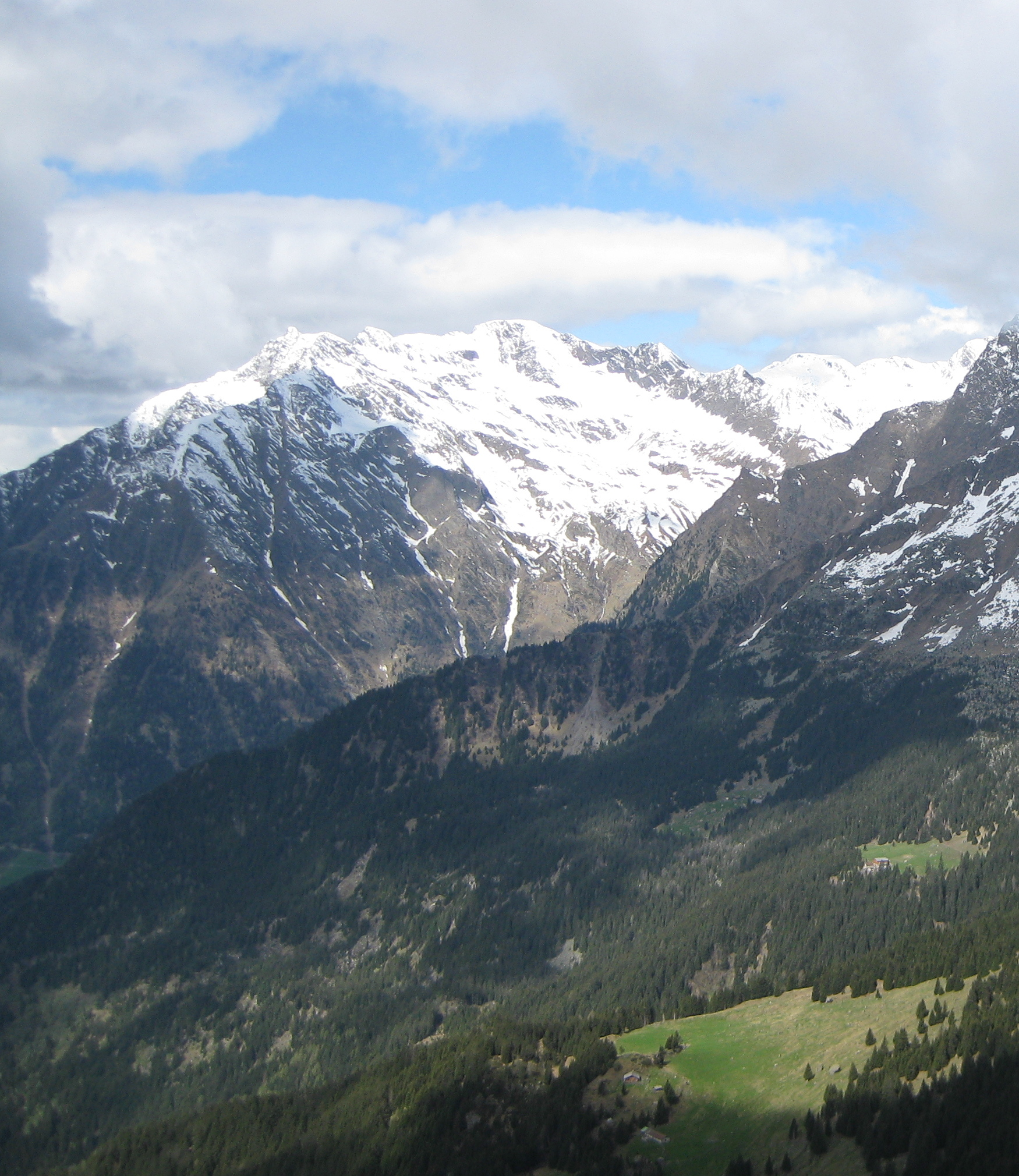

46°41′42″N 10°59′53″E / 46.6951°N 10.997929°E
基希巴赫峰（義大利語：Kirchbachspitze），是意大利的山峰，位於該國東北部，由博爾扎諾-南蒂羅爾自治省負責管轄，屬於奧茨塔爾阿爾卑斯山脈的一部分，海拔高度3,053米。